# دورة مكثفة في الرومانسية
دورة مكثفة في الرومانسية (بالكورية: 일타 스캔들)؛ هو مسلسل تلفزيوني كوري جنوبي، من بطولة جيون دو يون جونغ كيونغ-هو، عرض على قناة تي في إن في 14 يناير الى 5 مارس 2023. بث كل يوم السبت والأحد الساعة 21:10 بتوقيت (KST). وهو متاح على نتفليكس عالمياً.

## القصة
يصور المسلسل العلاقة الحلوة والمرة بين صاحبة متجر «بانشان» التي دخلت متأخرة في صراع امتحانات الالتحاق بالجامعة في كوريا، وافضل معلم "هاجوان".

## طاقم

### رئيسي
- جيون دو ايون في دور نام هاينغ سون: رياضية وطنية سابقة وصاحبة متجر بانشان، لا تتأثر بصعوبات الحياة، تؤمن باختياراتها ولا تقدم أعذارًا.[8]
- جونغ كيونغ هو في دور تشوي تشي يول: مدرب هاجون مشهور وصريح، يتمتع بمهارات رائعة وروح استعراضية رائعة.[8]

### داعم
- لي بونغ ريون في دور كيم يونغ جو[9]
- أوه هوي شيك في دور نام جاي وو[10]
- شين جاي ها في دور جي دونغ هي[11]
- روه يون سيو في دور نام هاي يي[12]
- جانغ يونغ نام في دور جانغ سيو جين[13]
- كيم سون يونغ في دور والدة سو آه[14]
- هوانغ بو را في دور دان مو (والدة دان جي)[15]
- كانغ نا ايون في دور بانغ سو آه[16]
- لي تشاي-مين في دور لي سيون-جاي[17]

## المشاهدات
| الموسم | الموسم | رقم الحلقة | رقم الحلقة | رقم الحلقة | رقم الحلقة | رقم الحلقة | رقم الحلقة | رقم الحلقة | رقم الحلقة | رقم الحلقة | رقم الحلقة | رقم الحلقة | رقم الحلقة | رقم الحلقة | رقم الحلقة | رقم الحلقة | رقم الحلقة | المتوسط |
| الموسم | الموسم | 1          | 2          | 3          | 4          | 5          | 6          | 7          | 8          | 9          | 10         | 11         | 12         | 13         | 14         | 15         | 16         | المتوسط |
| ------ | ------ | ---------- | ---------- | ---------- | ---------- | ---------- | ---------- | ---------- | ---------- | ---------- | ---------- | ---------- | ---------- | ---------- | ---------- | ---------- | ---------- | ------- |
|        | 1      | 0.971      | 1.461      | 1.354      | 1.819      | 2.242      | 2.660      | 2.433      | 3.010      | 2.505      | 3.232      | 3.076      | 3.328      | 2.855      | 3.646      | 3.755      | 4.329      | 2.667   |

وفقا لنيلسن كوريا، فقد حقق المسلسل رقما قياسيا في نسب المشاهدة في الحلقة الثامنة، بمتوسط تقييم 11.823% و 13.571% في العاصمة (بحوالي 3 مليون مشاهدة)، حقق المسلسل في الحلقة الاخيرة متوسط تقييم 17.038% ( بحوالي 4.3 مليون مشاهدة)، ليصبح أكثر الاعمال الدرامية مشاهدة في كوريا الجنوبية للعام بجانب مسلسل الوكالة.
| الحلقات | تاريخ البث     | تقييمات "نيلسن كوريا" | تقييمات "نيلسن كوريا" |
| الحلقات | تاريخ البث     | على الصعيد الوطني     | سيئول                 |
| --- | -------------- | --------------------- | --------------------- |
| 1 | 14 يناير 2023  | 4.044%                | 4.315%                |
| 2 | 15 يناير 2023  | 5.819%                | 6.076%                |
| 3 | 21 يناير 2023  | 5.038%                | 5.253%                |
| 4 | 22 يناير 2023  | 7.559%                | 8.109%                |
| 5 | 28 يناير 2023  | 9.145%                | 10.450%               |
| 6 | 29 يناير 2023  | 10.978%               | 12.030%               |
| 7 | 4 فبراير 2023  | 9.730%                | 10.799%               |
| 8 | 5 فبراير 2023  | 11.823%               | 13.571%               |
| 9 | 11 فبراير 2023 | 10.409%               | 12.106%               |
| 10 | 12 فبراير 2023 | 13.501%               | 15.958%               |
| 11 | 18 فبراير 2023 | 12.468%               | 14.643%               |
| 12 | 19 فبراير 2023 | 12.997%               | 15.159%               |
| 13 | 25 فبراير 2023 | 11.359%               | 12.913%               |
| 14 | 26 فبراير 2023 | 14.296%               | 16.977%               |
| 15 | 4 مارس 2023    | 15.507%               | 18.405%               |
| 16 | 5 مارس 2023    | 17.038%               | 19.797%               |
| متوسط | متوسط          | 10.731%               | 12.285%               |
| - \|تُبث هذه الدراما على قناة الكابل / التلفزيون المدفوع الذي عادةً ما يكون جمهورها أصغر نسبيًا مقارنةً بالمحطات التلفزيونية / العامة (KBS ، SBS ، MBC ، EBS). |                |                       |                       |

## الانتاج

### صناعة
المسلسل من كتابة يانغ هي سيونغ التي كتبت يا شبحي (2015)، زوجة مألوفة (2018)، وشاركت في كتابة جنية رفع الأثقال كيم بوك جو (2016)، والدراما العائلية مرة أخرى (2020). ومن تخطيط وانتاج إستوديو دراغون.

### التصوير
يذكر أنه المقرر أن يبدأ التصوير في صيف 2022.

## روابط خارجية
- الموقع الرسمي
 (بالكورية)
- دورة مكثفة في الرومانسية على موقع IMDb (الإنجليزية)
- دورة مكثفة في الرومانسية على موقع روتن توميتوز (الإنجليزية)
- دورة مكثفة في الرومانسية على موقع نتفليكس (الإنجليزية)
- دورة مكثفة في الرومانسية على موقع فيلمافينيتي (الإسبانية)
- دورة مكثفة في الرومانسية على موقع ليتربوكسد (الإنجليزية)
- دورة مكثفة في الرومانسية على موقع كينوبويسك (الروسية)
- دورة مكثفة في الرومانسية على موقع قاعدة بيانات الفيلم (الإنجليزية)
- دورة مكثفة في الرومانسية على هانسينما